# جوزيف كارل شتيلر

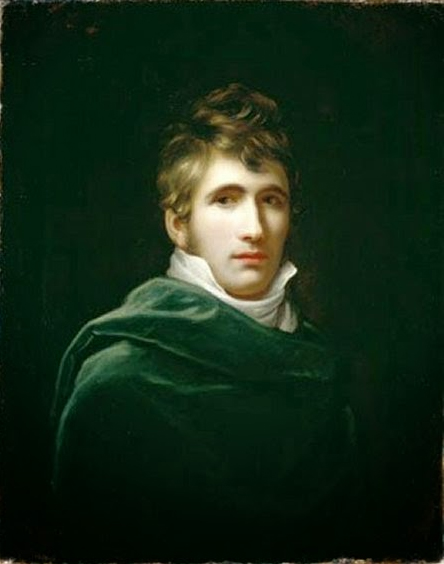
لوحة ذاتية

جوزيف كارل شتيلر (بالألمانية: Joseph Karl Stieler) هوَ رسام ألماني ولد في 1 نوفمبر 1781 في ماينتس وتوفي في ميونخ بتاريخ 9 أبريل 1858. وقد عَمِل كرسّام في البلاط الملكي في مملكة بافاريا بينَ عامَي 1820 - 1855. أعمال ستيلر تتبع الحركة الكلاسيكية الحديثة ويظهر هذا جليّاً من خِلال رسوماتِه في فن رسم الأشخاص الموجودة في قصر نيمفينبورغ.

## حياته
ولد شتيلر في ماينتس في 1 نوفمبر 1781 لعائلة فنيّة عريقة من النقاشين، وقد تلقّى تعليماً أوّلياً من والده أغسطس فريدش شتيلر (1736–1789). وبعد وفاة والده، قام جوزيف بتعليم نفسه بنفسه وبدأ مسيرته المهنية كرسّام لدى البرجوازيين وكانت حينها المدينة تحت احتلال فرنسا في 1792. وقد ارتاد أكاديمية الفنون الجميلة في فيينا بين عامَي 1802 - 1805. وظل يتنقل في سنوات حياته بين المدن الأوروبية ليقوم برسم الملوك والأمراء والمشاهير. وقد أنهى عام 1820 رسم لوحته الشهير للموسيقي لودفيج فان بيتهوفن التي تُعتبر أكثر اللوحات شهرة. ثم انتقل ليعيش في تيغرنزيه عام 1855، وتوفي في مينوخ بعد ثلاث سنوات، تاركأ وراءه ابنه كارل ستيلر (1842–1885) الذي أصبح فيما بعد كاتباً معروفاً.

## أعماله
أغلب أعمال ستيلر كانت نتيجة عمله في البلاط الملكي في بافاريا، حيث تم تكليفه هناك برسم الأشخاص. وقد رسم العديد من الوجوه المعروفة مثل: يوهان فولفغانغ فون غوته، وأميليا الأولدنبورغية، وفريدريش فيلهلم جوزيف شيلينغ، ولودفيغ تيك، وألكسندر فون هومبولت، ولودفيج فان بيتهوفن.

## معرض صور

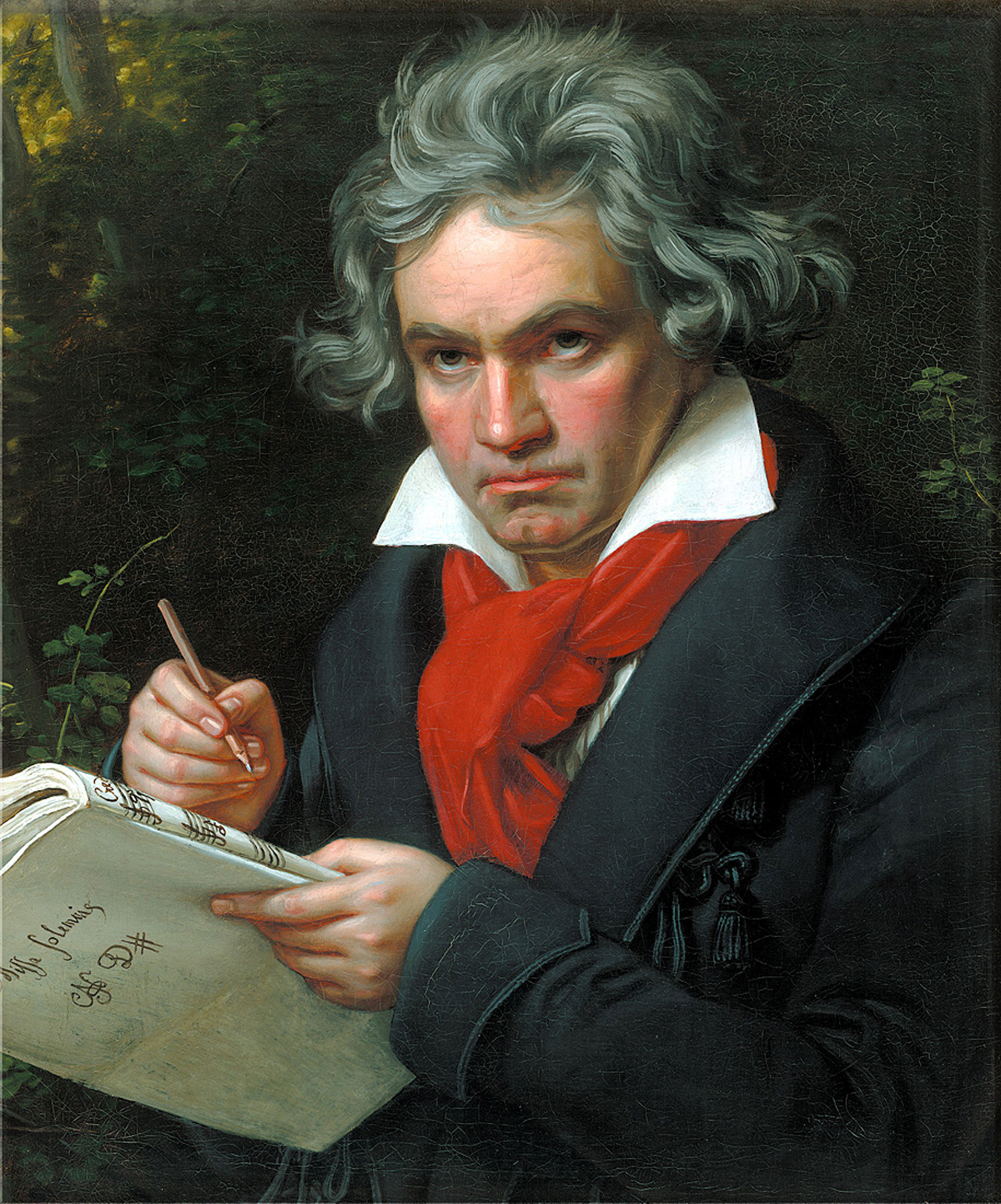
لودفيج فان بيتهوفن، 1820
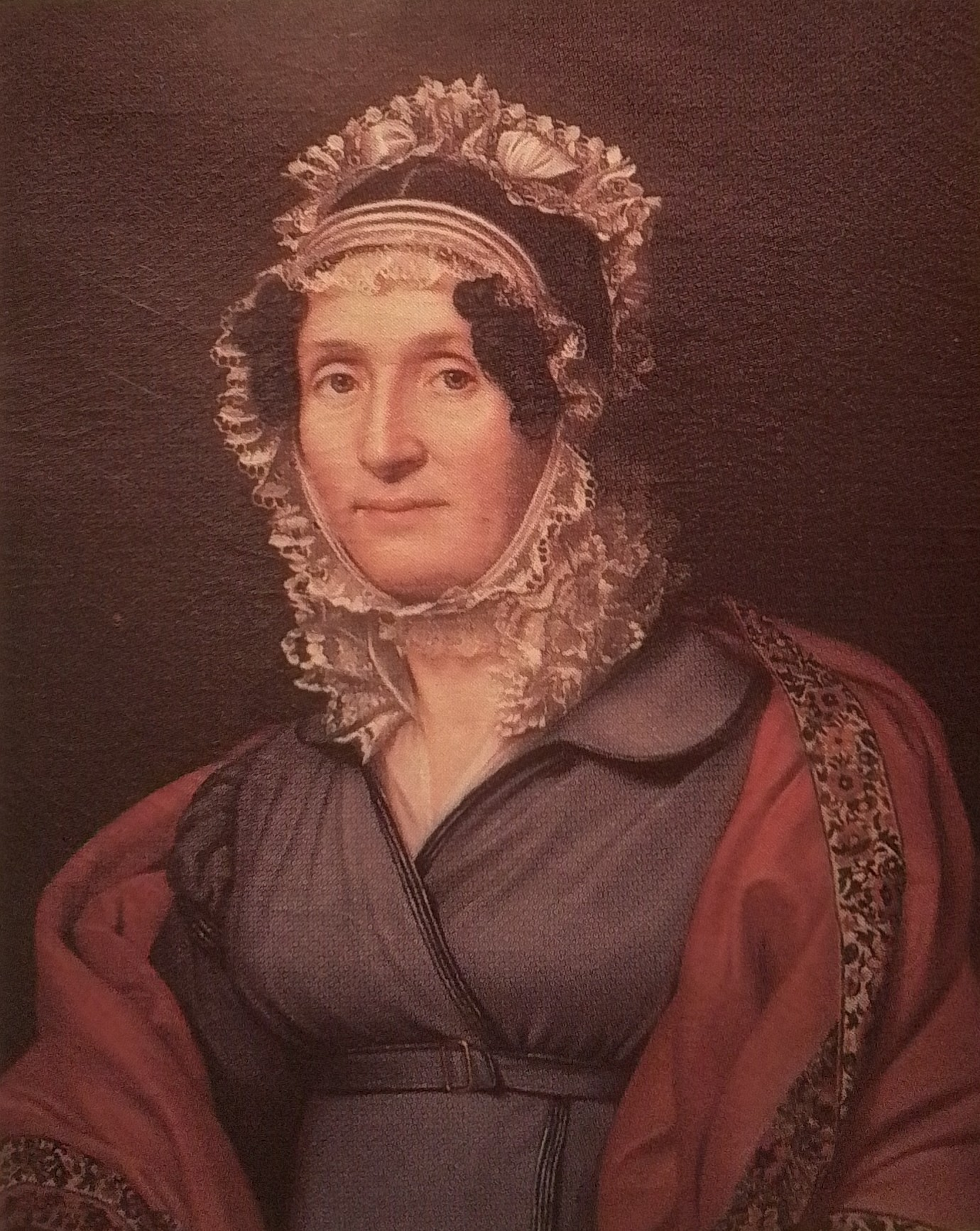
رامولينو بونابرت، 1811
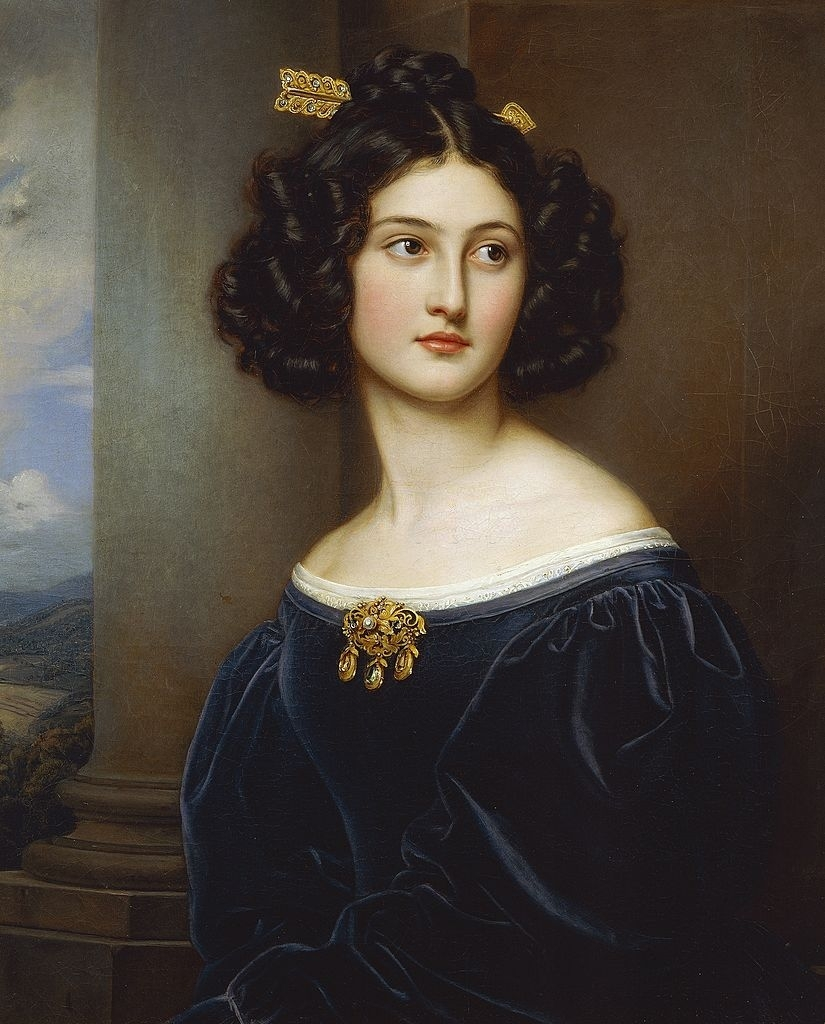
نانتي كاولا، 1829
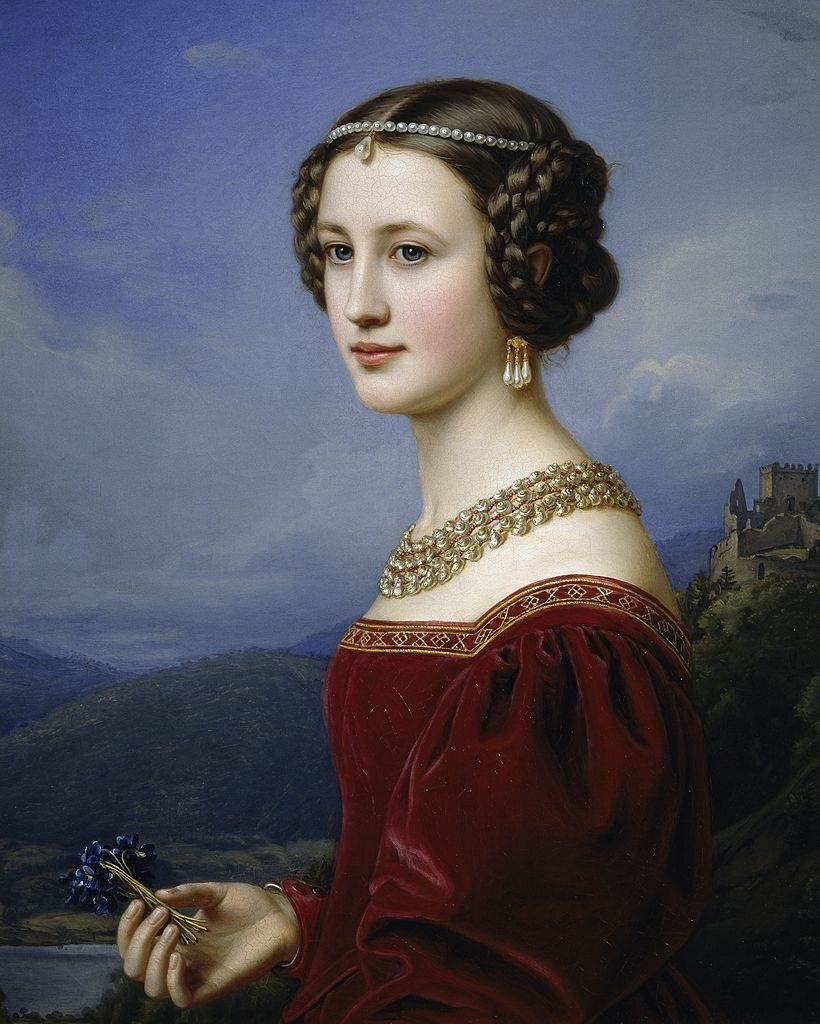
كورنيليا فيترلين، 1828
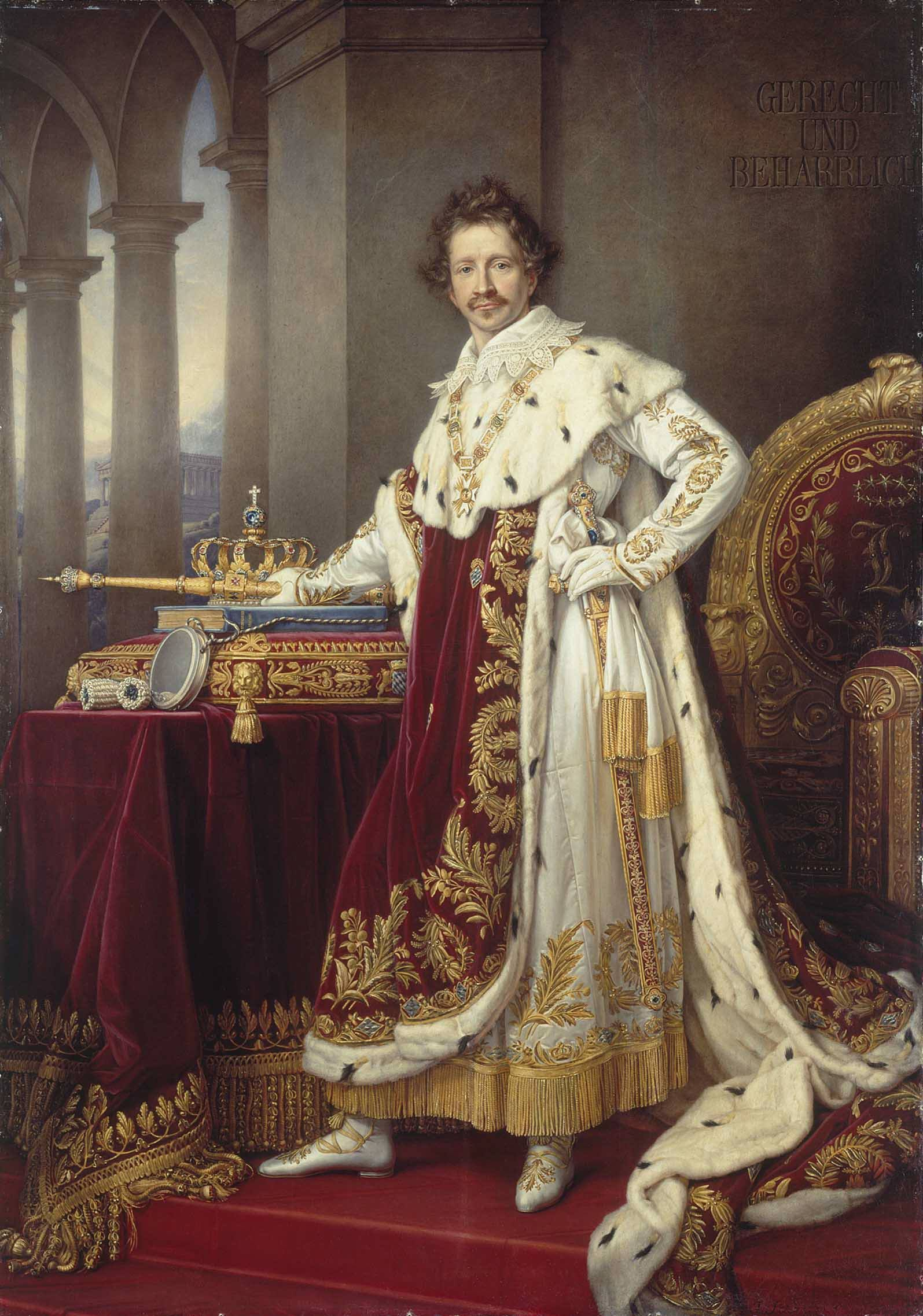
الملك لودفيج الأول
هيلين سيدلمير
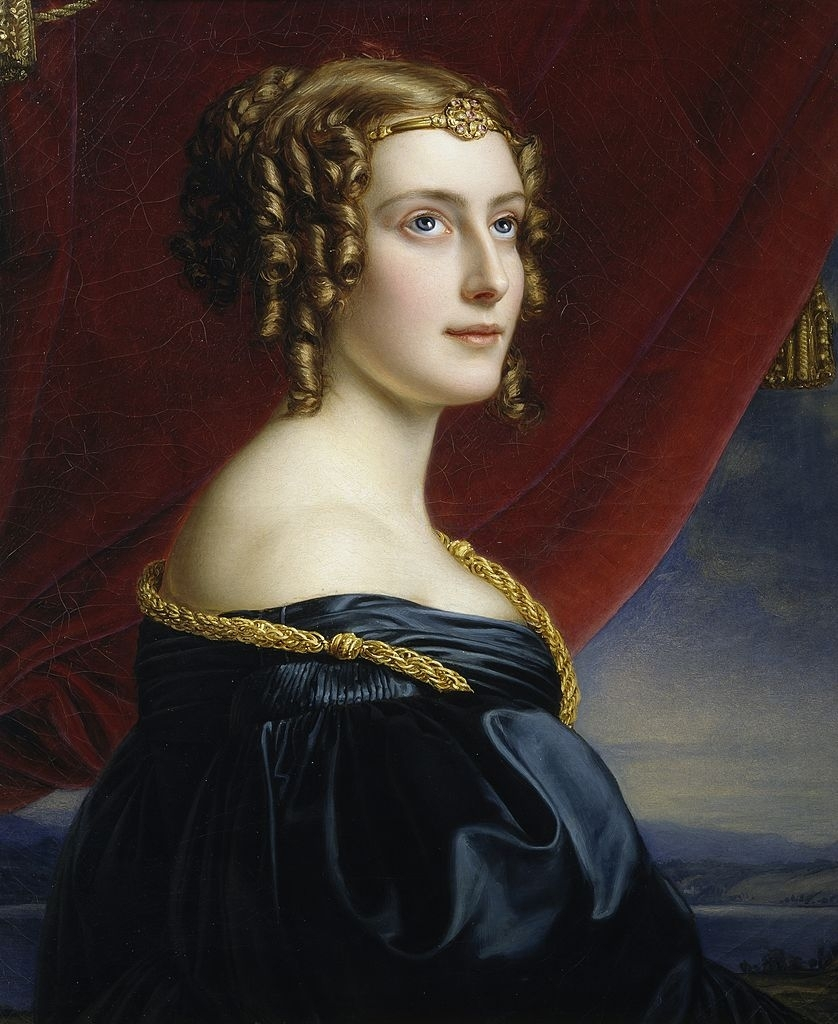
جين ديغبي
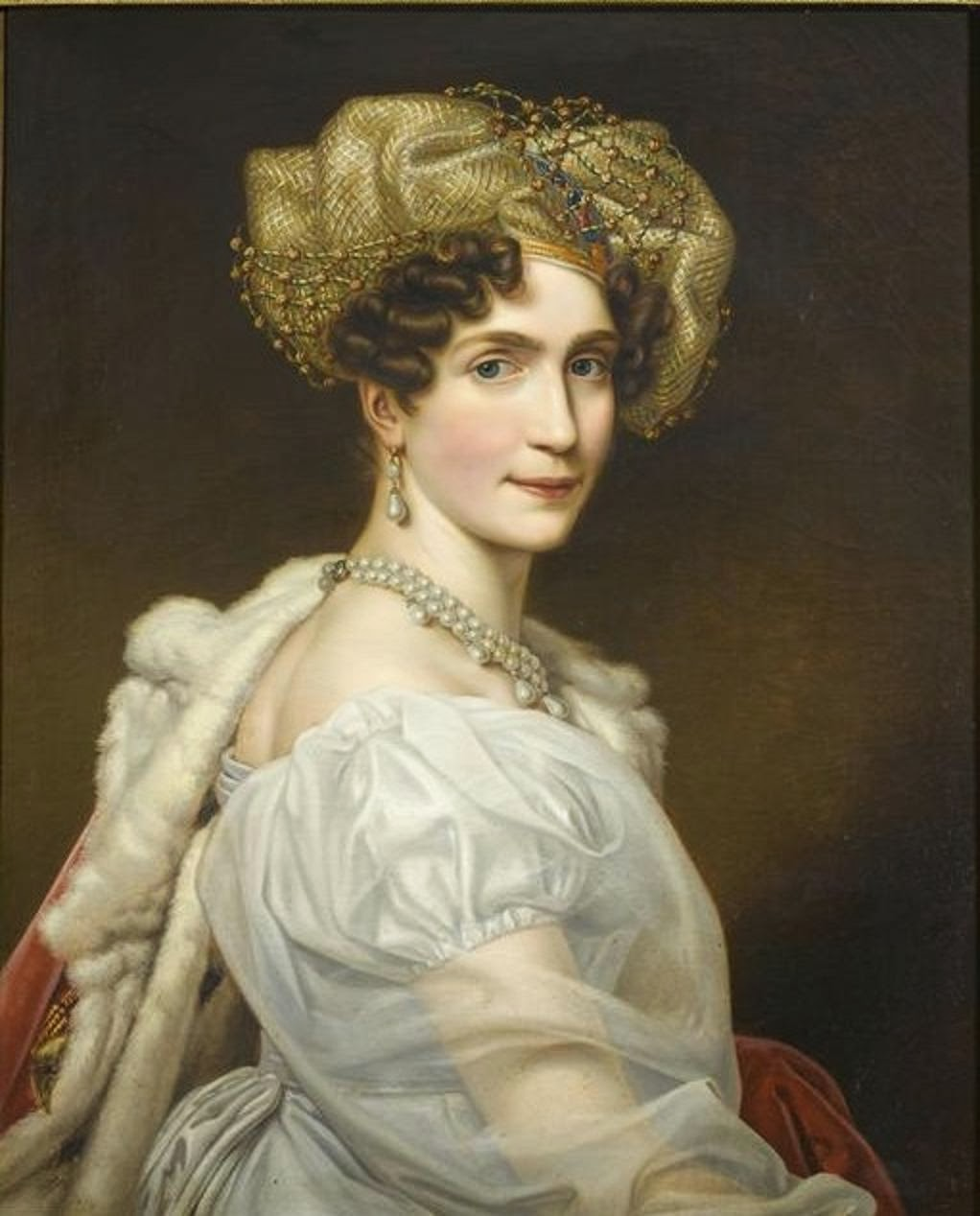
أغسطس إيميلي دي بافار ستيلر
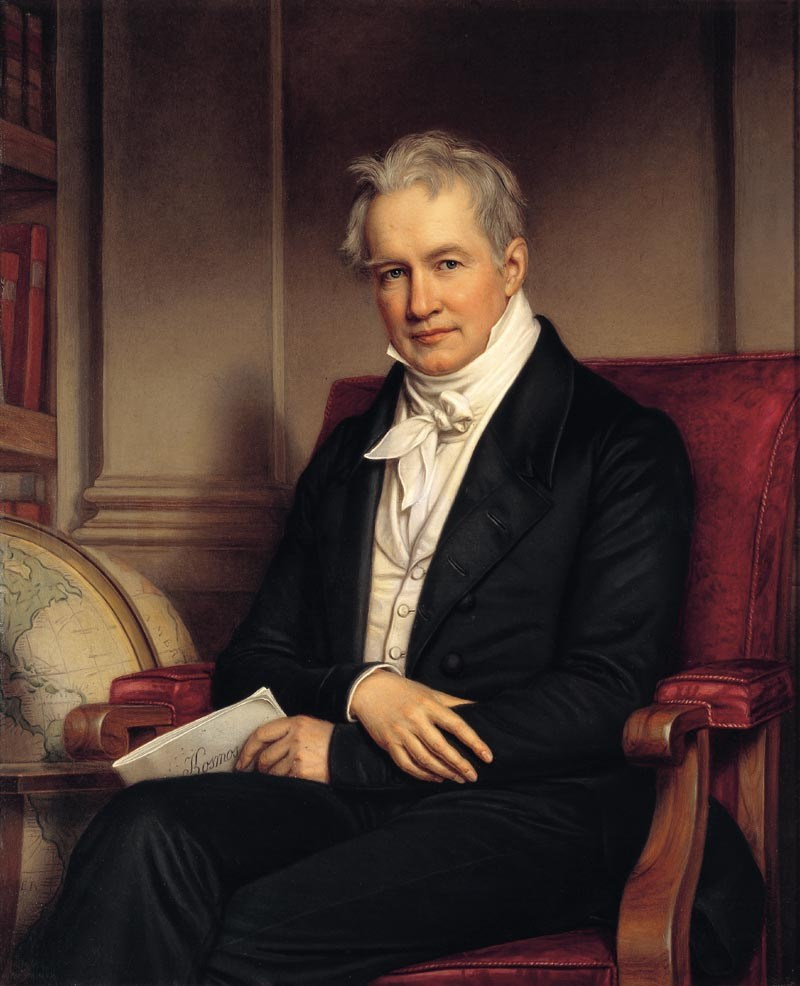
ألكسندر فون هومبولت
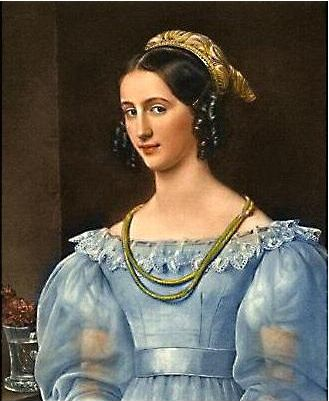
ريجينا داكسنبرجر
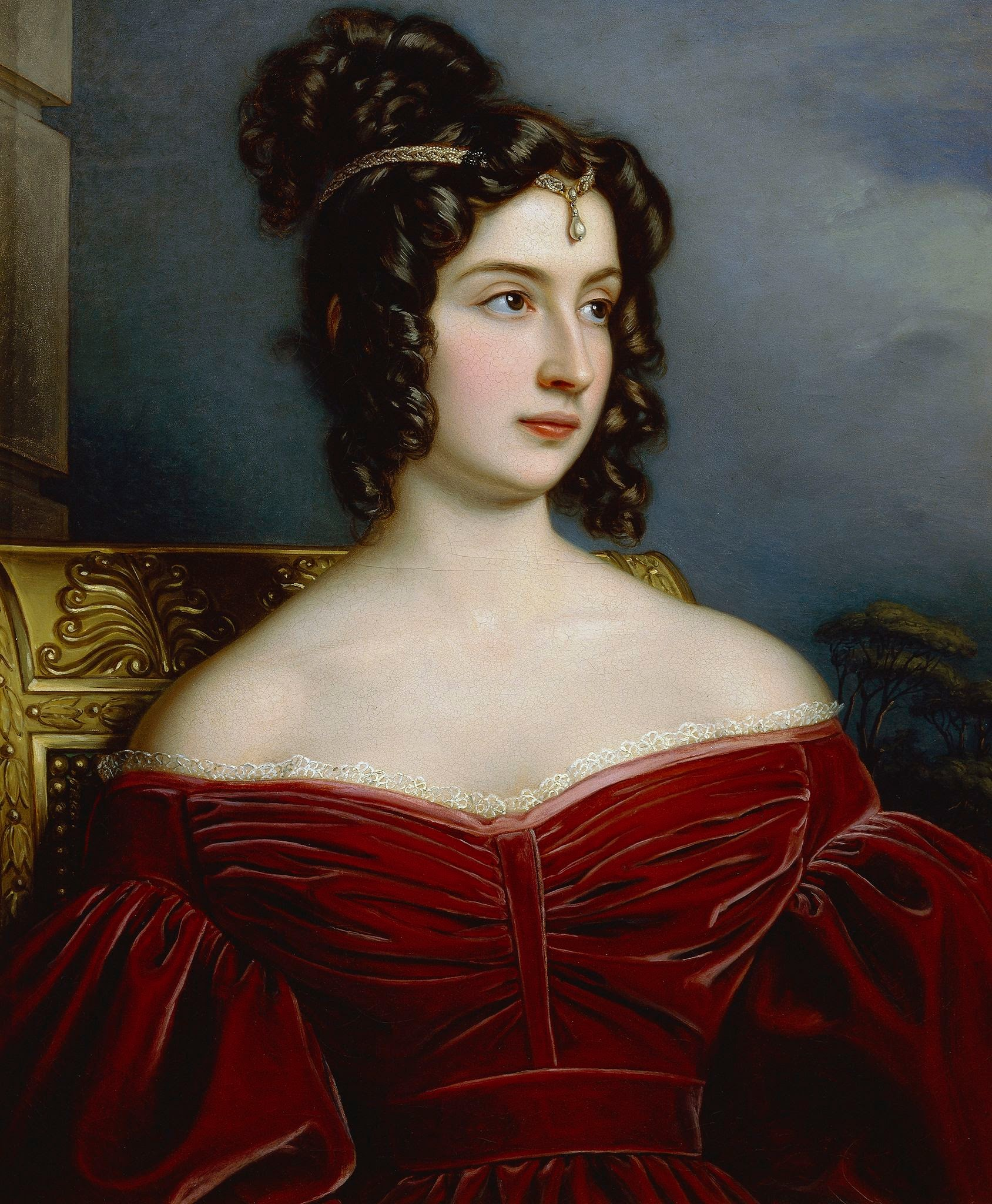
ماريانا ماركويسا فلورينزي
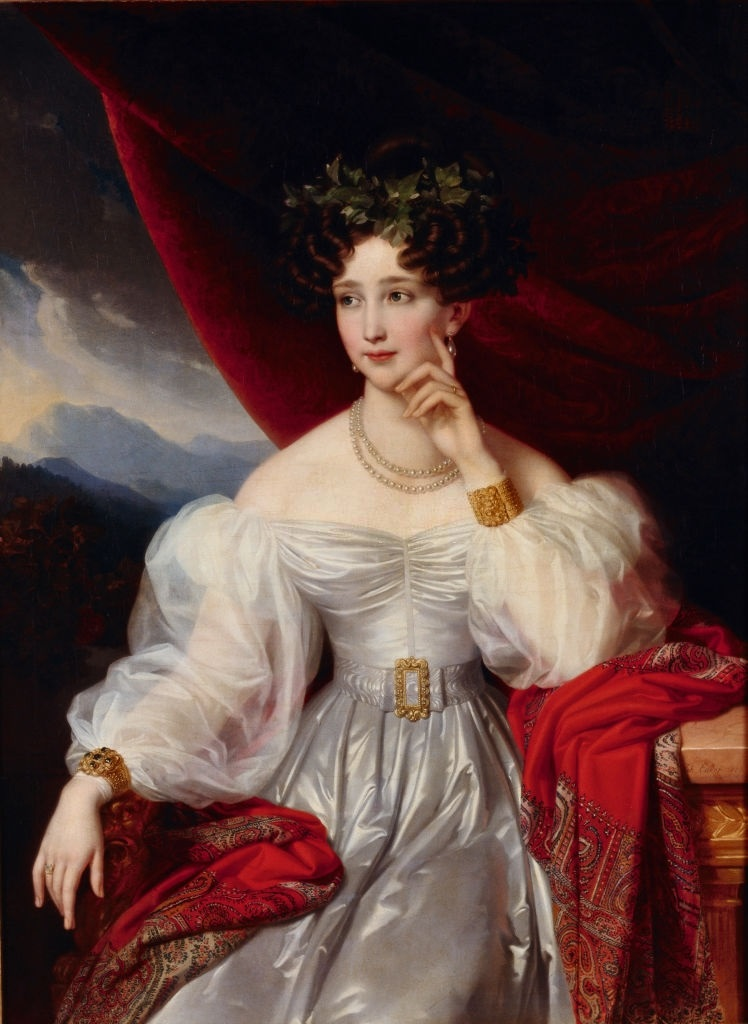
الأميرة صوفي البافارية
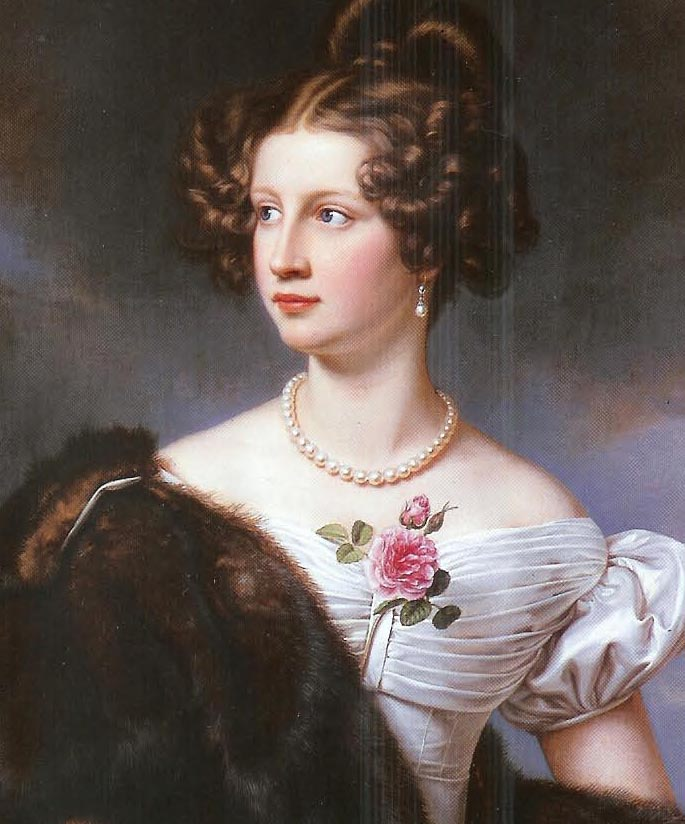
إيميلي آدلبرغ
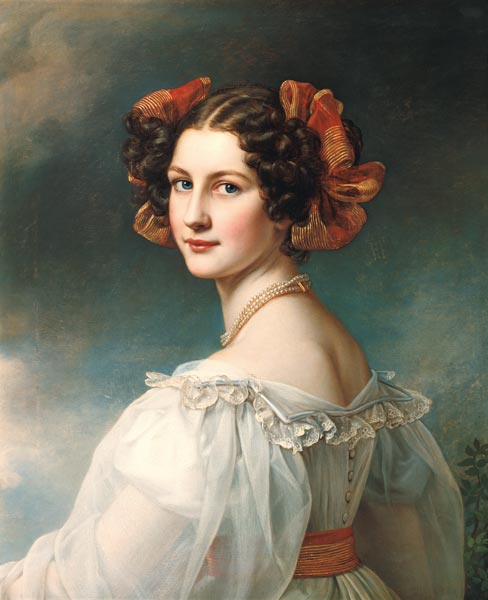
أوغسط هبلر